# Salvador Ordóñez Delgado
Salvador Ordóñez Delgado (17 de juny de 1946 a Ḷḷena, Principat d'Astúries) és un geòleg espanyol. Va ser rector de la Universitat d'Alacant i, posteriorment, rector de la Universitat Internacional Menéndez Pelayo.
És llicenciat en Ciències Geològiques per la Universitat Complutense de Madrid, on es va doctorar en 1974, amb premi extraordinari, i va impartir classe com a professor ajudant, numerari i titular entre 1974 i 1992, any en el qual es va incorporar a la Universitat d'Alacant com a catedràtic de Petrologia i Geoquímica en el Departament de Ciències de la Terra i del Medi ambient. Ha estat vicedegà durant set anys i degà en funcions de la Facultat de Ciències Geologicas de la Universitat Complutense. Ha presidit el Col·legi Oficial de Geòlegs d'Espanya i ha estat vicedegà de la facultat de Ciències Biològiques a Alacant. Va ocupar el càrrec de rector de la Universitat d'Alacant des del 14 de juny de 2001 fins que va ser nomenat Secretari d'Estat d'Universitats i Recerca el 20 d'abril de 2004. El 9 de maig de 2006 el va substituir en el càrrec el catedràtic Miguel Ángel Quintanilla.
El 17 de novembre de 2006 fou nomenat rector de la UIMP.
El 5 de desembre de 2012 anuncià la seva dimissió en aquest càrrec de la institució.

## Obres
- Mingarro Martín, F. y Ordóñez Delgado, S. (1982) Petrología exógena. Hipergénesis y sedimentogénesis alóctona. Rueda. 403 págs. ISBN 84-7207-022-0
- Ordóñez Delgado, S.; Cañaveras Jimenez, J. C.; Bernabéu Gonzalvez, A. y Benavente García, D. (2000) Introducción a la cristalografía práctica. Universidad de Alicante. Servicio de Publicaciones. 202 págs. ISBN 978-84-7908-503-2